# Epidendrum dermatanthum
Epidendrum dermatanthum är en orkidéart som beskrevs av Friedrich Fritz Wilhelm Ludwig Kraenzlin. Epidendrum dermatanthum ingår i släktet Epidendrum och familjen orkidéer. Inga underarter finns listade i Catalogue of Life.